# Acido ammidosolfonico
L'acido ammidosolfonico o acido solfammico è un acido monoprotico con formula H2NSO3H che rappresenta formalmente la monoammide dell'acido solforico. Una volta deprotonato forma l'anione solfammato H2NSO3-.
A temperatura ambiente si presenta come un solido bianco inodore. È un composto irritante, pericoloso per l'ambiente.
Allo stato solido il composto esiste in forma stabile zwitterionica, in soluzione acquosa subisce lentamente idrolisi formando bisolfato d'ammonio (NH4)HSO4.

## Sintesi
A livello industriale, l'acido ammidosolfonico viene prodotto facendo reagire l'urea con l'oleum (miscela di triossido di zolfo e acido solforico). La sintesi avviene nei seguenti due stadi:
OC(NH2)2  +  SO3   →   OC(NH2)(NHSO3H)
OC(NH2)(NHSO3H)  +  H2SO4   →   CO2  +  2 H2NSO3H

## Usi
L'acido ammidosolfonico viene impiegato come standard primario (previo riscaldamento in stufa) per standardizzare soluzioni di composti basici quali l'idrossido di sodio da utilizzare poi in titolazioni acidimetriche.
Questo composto è anche il precursore dei dolcificanti ciclamato e acesulfame K; inoltre è pure un importante precursore di una serie di farmaci tra cui una classe di antibiotici, antivirali usati nella terapia dell'HIV, antineoplastici, antiepilettici e farmaci utilizzati per il dimagrimento.
Tra gli altri suoi utilizzi figurano quelli come agente pulente per metalli e ceramiche, come catalizzatore per l'esterificazione, ed è usato anche per la produzione di vernici e pigmenti, erbicidi, resine urea-formaldeide, e di solfammato d'ammonio impiegato come ritardante di fiamma. Facendo reagire l'acido ammidosolfonico con acido nitrico è possibile sintetizzare il protossido d'azoto (N2O).